# Ферндейл (Мэриленд)
Ферндейл (англ. Ferndale, Maryland) — статистически обособленная местность, расположенная в округе Анн-Арандел (штат Мэриленд, США) с населением в 16056 человек по статистическим данным переписи 2000 года.

## География
По данным Бюро переписи населения США статистически обособленная местность Ферндейл имеет общую площадь в 10,5 квадратных километра.
Статистически обособленная местность Ферндейл расположена на высоте 24 метра над уровнем моря.

## Демография
По данным переписи населения 2000 года в Ферндейле проживало 16056 человек, 4286 семей, насчитывалось 6240 домашних хозяйств и 6443 жилых домов. Средняя плотность населения составляла около 1525,8 человека на один квадратный километр. Расовый состав Ферндейла по данным переписи распределился следующим образом: 77,2 % белых, 15,6 % — чёрных или афроамериканцев, 0,4 % — коренных американцев, 3,29 % — азиатов, 2,02 % — представителей смешанных рас, 1,49 % — других народностей. Испаноговорящие составили 3,11 % от всех жителей статистически обособленной местности.
Из 6240 домашних хозяйств в 32,7 % — воспитывали детей в возрасте до 18 лет, 48,3 % представляли собой совместно проживающие супружеские пары, в 15,1 % семей женщины проживали без мужей, 31,3 % не имели семей. 24,1 % от общего числа семей на момент переписи жили самостоятельно, при этом 9,1 % составили одинокие пожилые люди в возрасте 65 лет и старше. Средний размер домашнего хозяйства составил 2,57 человека, а средний размер семьи — 3,05 человека.
Население статистически обособленной местности по возрастному диапазону по данным переписи 2000 года распределилось следующим образом: 25,5 % — жители младше 18 лет, 8,2 % — между 18 и 24 годами, 33,5 % — от 25 до 44 лет, 20,5 % — от 45 до 64 лет и 12,4 % — в возрасте 65 лет и старше. Средний возраст жителей составил 35 лет. На каждые 100 женщин в Ферндейле приходилось 95 мужчин, при этом на каждые сто женщин 18 лет и старше приходилось 90,7 мужчины также старше 18 лет.
Средний доход на одно домашнее хозяйство в статистически обособленной местности составил 45 816 доллара США, а средний доход на одну семью — 51 289 доллара. При этом мужчины имели средний доход в 38 068 долларов США в год против 28 892 долларов среднегодового дохода у женщин. Доход на душу населения в статистически обособленной местности составил 20 806 долларов в год. 4,4 % от всего числа семей в местности и 7,8 % от всей численности населения находилось на момент переписи населения за чертой бедности, при этом 8,9 % из них были моложе 18 лет и 6,7 % — в возрасте 65 лет и старше.